# Чумаченко Володимир Миколайович
Володимир Миколайович Чумаченко (нар. 1 жовтня 1950, село Новомиколаївка, тепер Волноваського району Донецької області) — український радянський діяч, машиніст гірничих виймальних машин шахти «Новодонецька». Депутат Верховної Ради УРСР 10—11-го скликань. Заступник Голови Верховної Ради УРСР 11-го скликання.

## Біографія
Освіта середня.
З 1968 року — електрослюсар Веселівського рудника міста Дружківки Донецької області. Служив у Радянській армії.
З 1972 року — учень гірника, гірник очисного забою шахти «Новодонецька» Донецької області.
З 1976 року — машиніст гірничих виймальних машин шахти «Новодонецька» виробничого об'єднання «Добропіллявугілля» Донецької області.
Потім — голова первинної профспілкової організації відособленого підрозділу «Шахта «Піонер» шахтоуправління «Білозерське» Державного підприємства «Добропіллявугілля» Донецької області.